# الرجل النملة والدبورة
الرجل النملة والدبورة (بالإنجليزية: Ant-Man and the Wasp)‏ هو فيلم أبطال خارقين أمريكي صدر عام 2018، مقتبس من قصص مارفل المصورة، ويشارك فيه سكوت لانغ (الرجل النملة) وهوب بيم (الدبورة). من إنتاج استوديوهات مارفل وتوزيع استوديوهات والت ديزني، وهو الجزء الثاني لفيلم الرجل النملة (2015) والفيلم العشرون في عالم مارفل السينمائي. أخرج الفيلم بيتون ريد وكتبه كريس ماكينا وإريك سومرز، وبول رود وأندرو بارير وغابرييل فيراري. يشارك في بطولة الفيلم رود في دور لانغ وإيفانجلين ليلي في دور هوب فان داين، إلى جانب مايكل بينا ووالتون جوجينز وهانا جون كامين وديفيد داستمالشيان وتيب "تي. آي." هاريس وجودي جرير وبوبي كانافال وراندال بارك وآبي رايدر فورتسون وميشيل فايفر ولورانس فيشبورن ومايكل دوغلاس. في الفيلم، يتعاون الثنائي الرئيسي مع هانك بيم (دوغلاس) لاستعادة جانيت فان داين (فايفر) من عالم الكم.
بدأت محادثات إنتاج جزء ثانٍ من فيلم "الرجل النملة" بعد إصداره بفترة وجيزة. أُعلن رسميًا عن فيلم "الرجل النملة والدبورة" في أكتوبر 2015، مع عودة رود وليلي لأداء أدوارهما. بعد شهر، كان ريد، مخرج فيلم "الرجل النملة"، قد عاد رسميًا. انضم ريد إلى الفيلم الأول في مرحلة لاحقة من إنتاجه، وكان متحمسًا لتطوير هذا الفيلم منذ البداية. كما تطلع إلى تقديم هوب فان داين بدور الدبورة في هذا الفيلم، وأصر على معاملتها مع لانغ على قدم المساواة. تم التصوير من أغسطس إلى نوفمبر 2017، في استوديوهات باينوود أتلانتا في مقاطعة فاييت، جورجيا، بالإضافة إلى مترو أتلانتا، وسان فرانسيسكو، وسافانا، جورجيا، وهاواي.
عُرض فيلم "الرجل النملة والدبورة" لأول مرة عالميًا في هوليوود، لوس أنجلوس، في 25 يونيو 2018، وصدر في الولايات المتحدة في 6 يوليو 2018، كجزء من المرحلة الثالثة من عالم مارفل السينمائي. حقق الفيلم نجاحًا نقديًا وتجاريًا، حيث نال إشادات واسعة لأداء الممثلين (وخاصةً أداء رود وليلي)، وروح الدعابة، وخفة الظل، وحقق إيرادات تجاوزت 622 مليون دولار عالميًا. صدر الجزء الثالث، "الرجل النملة والدبورة: كوانتومانيا"، في فبراير 2023.

## القصة
بعد عامين من وضع سكوت لانغ تحت الإقامة الجبرية بسبب تورطه مع المنتقمين، في انتهاك لاتفاقيات سوكوفيا، تمكن هانك بيم وابنته هوب فان داين لفترة وجيزة من فتح نفق إلى عالم الكم. يعتقدان أن زوجة بيم جانيت فان داين قد تكون محاصرة هناك بعد أن تقلصت إلى مستويات دون ذرية في عام 1987. عندما زار لانغ عالم الكم سابقًا، أصبح دون علمه متشابكًا مع جانيت، والآن يتلقى رسالة واضحة منها.
مع بقاء أيام فقط على الإقامة الجبرية، يتصل لانغ ببيم بشأن جانيت، على الرغم من العلاقة المتوترة بينهما بسبب تصرفات لانغ مع المنتقمين. اختطف هوب وبيم لانغ، وتركا نملة كبيرة عليها جهاز مراقبة الكاحل الخاص بلانغ كطعم حتى لا تثير شكوك عميل مكتب التحقيقات الفيدرالي جيمي وو. اعتقادًا منهم أن رسالة جانيت هي تأكيد على أنها على قيد الحياة، عمل الثلاثي على بناء نفق كمي مستقر ليتمكنوا من أخذ مركبة إلى عالم الكم واستعادتها. اتفقوا على شراء قطعة ضرورية للنفق من تاجر السوق السوداء سوني بيرش، لكن بيرش أدرك الربح المحتمل من بحث بيم وخانهم. ارتدت هوب زي الدبورة، وصدت بيرش ورجاله حتى هاجمتها امرأة مقنعة غير مستقرة كميًا تدعى "الشبح". حاول لانغ المساعدة في صد "الشبح"، لكن المرأة هربت بمختبر بيم، الذي تقلص حجمه إلى حجم حقيبة سفر.
اصطحب بيم هوب ولانغ على مضض لزيارة شريكه السابق المنفصل عنه بيل فوستر، الذي أرشدهم إلى مكان المختبر. بعد العثور عليه، أسر "الشبح" الثلاثي وكشفت عن نفسها بأنها آفا ستار. كان والدها، إيلياس، شريكًا سابقًا لبيم. توفي إيلياس وزوجته أثناء تجربة تسببت في حالة آفا غير المستقرة. يدخل فوستر ويكشف أن آفا تحتضر وتعاني من ألم مستمر نتيجة حالتها. يخططون لعلاجها باستخدام طاقة جانيت الكمومية. معتقدًا أن هذا سيقتل جانيت، يرفض بيم مساعدتهم ويهرب مع هوب ولانغ والمختبر.
بعد فتح نسخة مستقرة من النفق، يتمكن بيم وهوب ولانغ من الاتصال بجانيت، التي تُعطيهم موقعًا دقيقًا للعثور عليها، لكنها تُحذرهم من أن أمامهم ساعتين فقط قبل أن تفصلهم طبيعة عالم الكم غير المستقرة لمدة قرن. باستخدام مصل الحقيقة، يعرف بيرش موقع الثلاثي من شركاء لانغ في العمل، لويس وديف وكورت، ويُبلغ جهة اتصال في مكتب التحقيقات الفيدرالي. يُحذر لويس لانغ، الذي يُسرع إلى المنزل قبل أن يرى وو أنه ينتهك إقامته الجبرية. يُلقي مكتب التحقيقات الفيدرالي القبض على بيم وهوب، مما يسمح لآفا بالاستيلاء على المختبر.
سرعان ما تمكن لانغ من مساعدة بيم وهوب على الهروب من الحجز، وعثرا على المختبر. شتت لانغ وهوب انتباه آفا بينما دخل بيم عالم الكم لاستعادة جانيت، التي وجدها حية. في هذه الأثناء، واجه بيرش ورجاله لانغ وهوب، وبعد مطاردة طويلة عبر سان فرانسيسكو، استعادت آفا السيطرة على المختبر، مما سمح لها بالبدء في سحب طاقة جانيت بالقوة. شلّ لويس وديف وكورت بيرش ورجاله ليتمكن لانغ وهوب من إيقاف آفا. عاد بيم وجانيت سالمين من عالم الكم، وأعطت جانيت طواعيةً بعضًا من طاقتها لآفا لتثبيتها مؤقتًا. عاد لانغ إلى منزله مرة أخرى، في الوقت المناسب لإطلاق سراحه من قِبل وو، الذي أصبح الآن حرا، بعد انتهاء إقامته الجبرية. اختبأت آفا وفوستر بينما أُلقي القبض على بيرش ورجاله واعترفوا بجرائمهم بعد حقنهم بمصل الحقيقة. في مشهد منتصف شارة النهاية، يرسل بيم وهوب وجانيت لانغ إلى عالم الكمّ لجمع الطاقة الكمّية في خطة لمساعدة آفا على البقاء مستقرة. قبل أن يتمكنوا من استعادة لانغ، يتحوّل الثلاثة الآخرون إلى غبار.

## بطولة
- بول رود بدور سكوت لانغ / الرجل النملة: مجرم سابق حصل على بدلة تسمح له بالانكماش أو النمو في الحجم مع زيادة قوته.
- إيفانجلين ليلي بدور هوب فان داين / الدبورة: ابنة هانك بيم وجانيت فان داين، التي ورثت بدلة مماثلة وعباءة واسب من والدتها. وتُجسّد مادلين ماكجرو شخصية هوب فان داين الشابة.
- مايكل بينا بدور لويس: رفيق لانغ السابق في الزنزانة وعضو في طاقم أمن إكس-كون.
- والتون جوجينز بدور سوني بيرش: مجرم يريد بيع تقنية بيم في السوق السوداء.
- هانا جون كامين بدور آفا ستار/الشبح: امرأة تعاني من عدم استقرار جزيئي، قادرة على اختراق الأجسام؛ تُعتبر "شريرة" فقط لأن محاولاتها للبقاء على قيد الحياة تتعارض مع أهداف الأبطال.
- ديفيد داستمالشيان بدور كورت: عضو في طاقم أمن إكس-كون التابع للانغ.
- تيب "تي. آي." هاريس بدور ديف: عضو في طاقم أمن إكس-كون التابع للانغ.
- جودي جرير بدور ماجي: زوجة لانغ السابقة.
- بوبي كانافال بدور جيم باكستون: ضابط شرطة، متزوج من زوجة لانغ السابقة، ماجي.
- راندال بارك بدور جيمي وو: عميل في مكتب التحقيقات الفيدرالي وضابط إطلاق سراح لانغ المشروط.
- آبي رايدر فورتسون بدور كاسي: ابنة لانغ وماغي.
- ميشيل فايفر بدور جانيت فان داين: زوجة بيم، ووالدة هوب، والدبورة الأصلية، التي تاهت في عالم الكم.
- لورانس فيشبورن بدور بيل فوستر: صديق قديم لبيم، وكان مساعده في مشروع جالوت.
- مايكل دوغلاس بدور هانك بيم: عالم حشرات وفيزيائي وعميل سابق في شيلد، أصبح الرجل النملة الأصلي بعد اكتشافه الجسيمات دون الذرية التي تُمكّنه من التحول.

## شباك التذاكر
حقق فيلم "الرجل النملة و الدبورة" إيرادات بلغت 216.6 مليون دولار في الولايات المتحدة وكندا، و406 ملايين دولار في مناطق أخرى، ليصل إجمالي إيراداته العالمية إلى 622.7 مليون دولار. وقدّر موقع دادلاين هوليوود، بعد عرضه الأول، أن الفيلم سيحقق ربحًا صافيًا يبلغ حوالي 100 مليون دولار. وأصبح الفيلم الحادي عشر من حيث أعلى الإيرادات في عام 2018.
حقق فيلم "الرجل النملة و الدبورة" 33.8 مليون دولار في يوم عرضه الأول في الولايات المتحدة وكندا (بما في ذلك 11.5 مليون دولار من معاينات ليلة الخميس)، وبلغ إجمالي إيرادات عطلة نهاية الأسبوع الافتتاحية 75.8 مليون دولار؛ وقد مثّل هذا تحسنًا بنسبة 33% عن أول ظهور للفيلم والذي بلغ 57.2 مليون دولار. وتضمن افتتاحه 6 ملايين دولار من شاشات آيماكس.

## الاستقبال
أفاد موقع تجميع المراجعات "روتن توميتوز" بنسبة موافقة بلغت 87%، بمتوسط تقييم 7/10، بناءً على 446 مراجعة. وجاء في إجماع النقاد على الموقع: "فيلم أبطال خارقين أخف وأكثر إشراقًا، مدعوم بكاريزما بول رود وإيفانجلين ليلي، يقدم "الرجل النملة والدبورة" تجربةً مميزةً في عالم مارفل السينمائي." على موقع ميتاكريتيك، حصل الفيلم على متوسط تقييم 70 من 100، بناءً على 56 مراجعة، مما يشير إلى مراجعات "إيجابية بشكل عام". منح الجمهور الذي استطلعت آراءه سينما سكور الفيلم متوسط تقييم "A-" على مقياس من A+ إلى F، بانخفاض عن "A" الذي حصل عليه الجزء الأول.

## وصلات خارجية
- الرجل النملة والدبورة على موقع IMDb (الإنجليزية)
- الرجل النملة والدبورة على موقع ميتاكريتيك (الإنجليزية)
- الرجل النملة والدبورة على موقع روتن توميتوز (الإنجليزية)
- الرجل النملة والدبورة على موقع ألو سيني (الفرنسية)
- الرجل النملة والدبورة على موقع Turner Classic Movies (الإنجليزية)
- الرجل النملة والدبورة على موقع أول موفي (الإنجليزية)
- الرجل النملة والدبورة على موقع بوكس أوفيس موجو (الإنجليزية)
- الرجل النملة والدبورة على موقع فيلمافينيتي (الإسبانية)
- الرجل النملة والدبورة على موقع قاعدة بيانات الأفلام السويدية (السويدية)
- الرجل النملة والدبورة على موقع قاعدة بيانات الفيلم (الإنجليزية)

أفلام أبطال خارقين كوميدية في عقد 2010